# Església de San Juan de Amandi (Astúries)
L'església de San Juan és un temple catòlic sota l'advocació de sant Joan Baptista situat a la caseria d'Algara de la parròquia maliaya d'Amandi, a Astúries (Espanya). Encara que de vegades se la considera una església rural, constitueix una de les manifestacions arquitectòniques i decoratives més importants del romànic asturià.

## Història
La primera inscripció que apareix del temple data de principis del segle xiii dins testament d'Alfons III i en ell de denomina Sant Joan de Maliayo. Es creu, ja que no hi ha documents que ho certifiquin, que es va edificar sobre un temple anterior existent al segle IX durant el regne d'Ordoni I. En 1201 Alfons IX i la seva na Berenguera donaven el temple de Sant Joan de Maliayo monestir de Valdediós, principal i més influent institució eclesiàstica a Maliayo ara Villaviciosa. Al llibre Becerro del bisbe Gutierre redactat entre 1385 i 1386 el tempo, ja anomenat Sant Joan d'Amandi, pertanyia al bisbat d'Oviedo per la qual cosa els monestirs de Valdediós ja era propietari del tempo.
L'edificació romànica va ser objecte de diverses reformes en èpoques més recents. Durant el segle XVIII es van realitzar intervencions importants: el 1780 els carreus de l'absis van ser desmuntats pedra a pedra, numerats i novament col·locats, potser per amenaça d'enderrocament; el 1796 es va construir el pòrtic que envolta el temple pels costats Sud i Oest.
L'església va ser declarada Monument Historicoartístic per aprovació del decret de 3 de juny de 1931 per part del Govern Provisional de la Segona República. Actualment apareix catalogada com a Bé d'Interès Cultural, amb la categoria de Monument.
El temple va ser incendiat durant la Guerra Civil i els desperfectes van ser reparats sota la direcció de Luis Menéndez-Pidal i Álvarez. En aquestes obres es van substituir les voltes de creueria per armadures de fusta, donant a l'església un aspecte més similar al que tenia a l'origen.

## Descripció
Es tracta d'un temple romànic tardà amb alguna característica gòtica la construcció del qual està datada al primer quart del segle xiii. L'edifici és un dels més complets estèticament parlant ja que conté gairebé tots els elements romànics.
El temple de planta rectangular remata en un absis semirectangular. L'entrada principal del temple és una portada amb quatre arquivoltes, tres descansen sobre columnes i la quarta més interior descansa sobre dos brancals. La nau senzilla contrasta amb la capçalera, la més completa del romànic asturià. La capçalera disposa d'una arqueria composta per arcs semicirculars recolzats en columnes de doble pis. Les columnes són coronades per capitells historiats amb diferents repertoris de caràcter sagrat, profà o ornamental.

## Galeria d'imatges

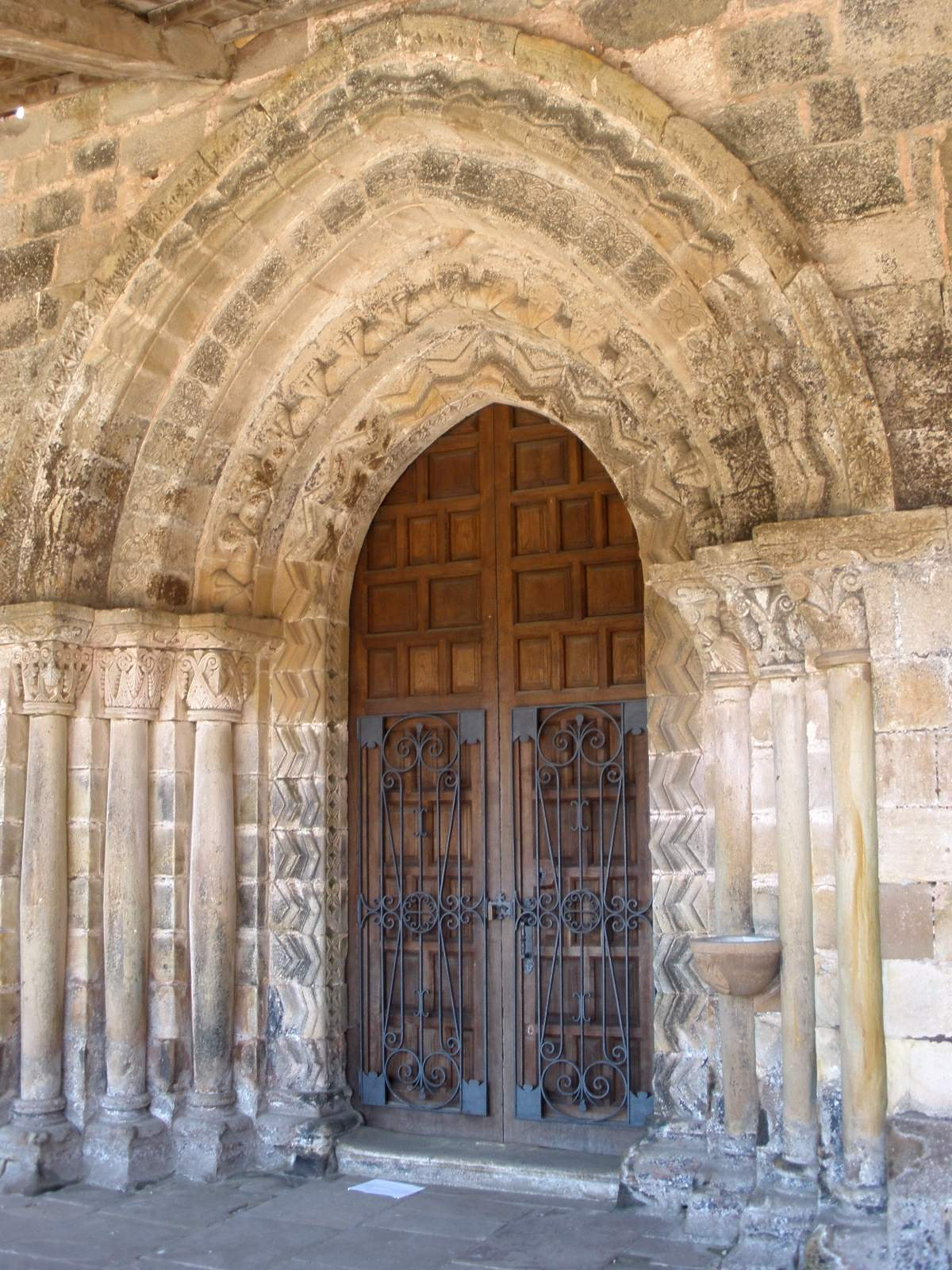
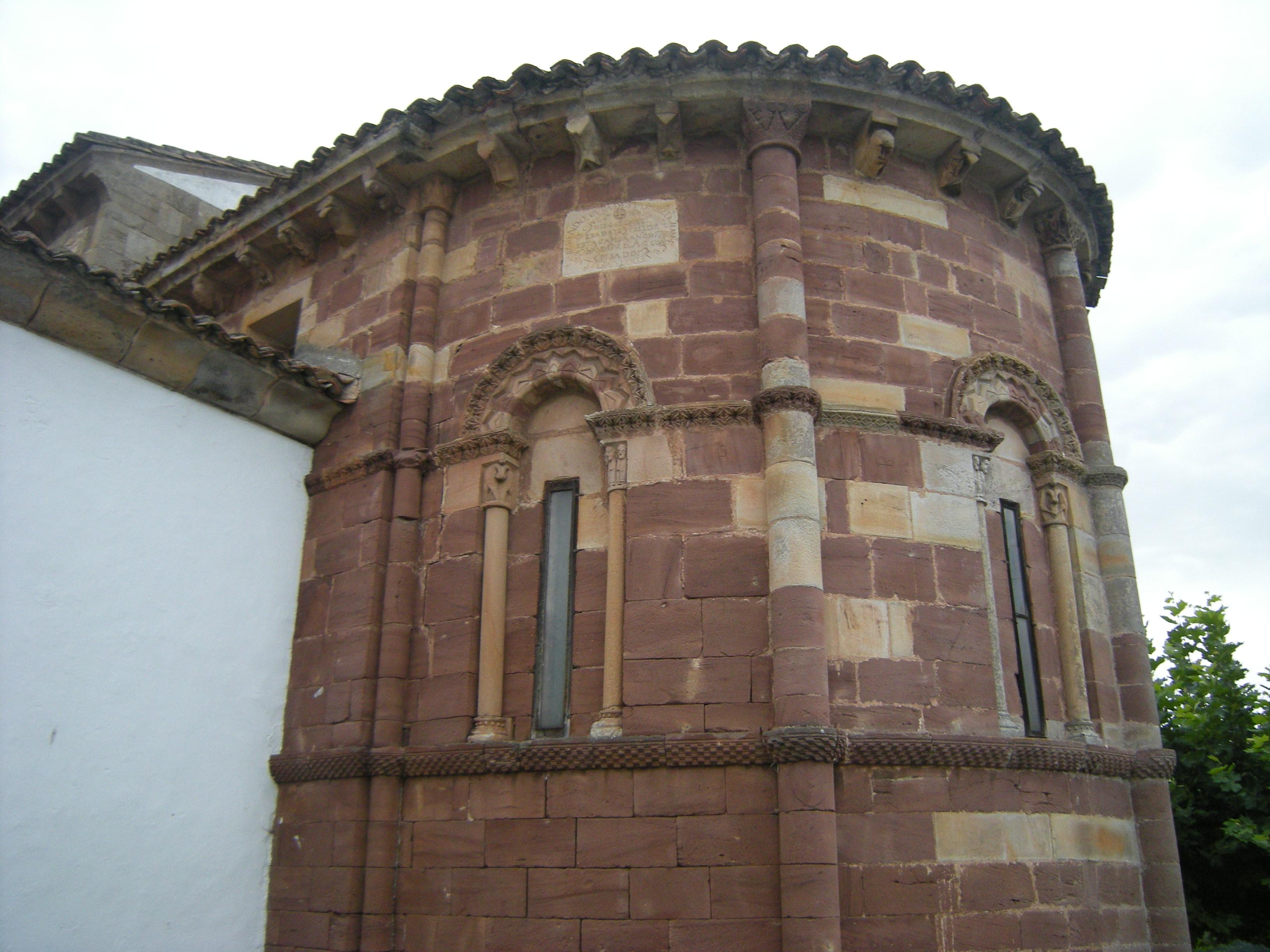
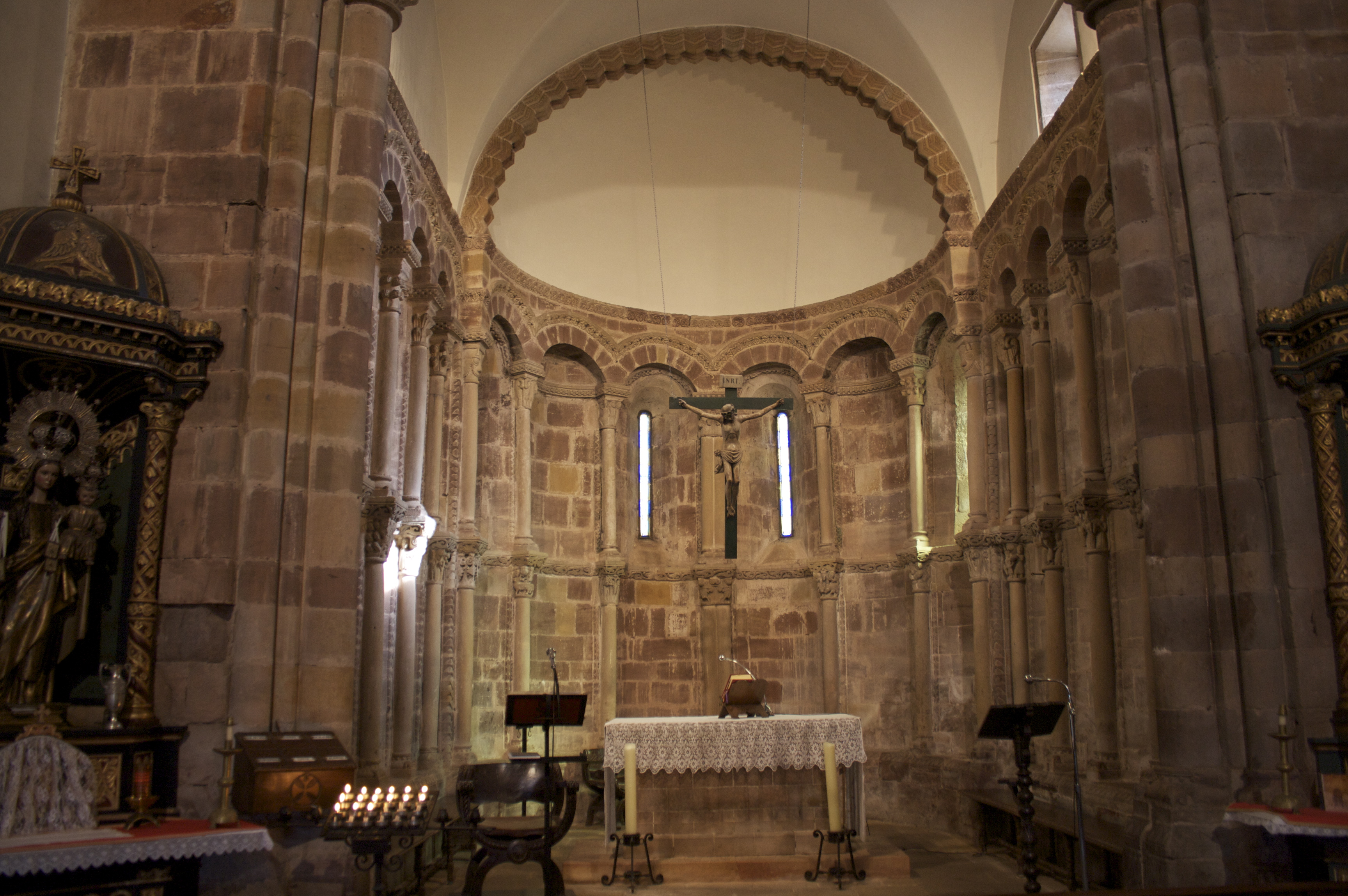
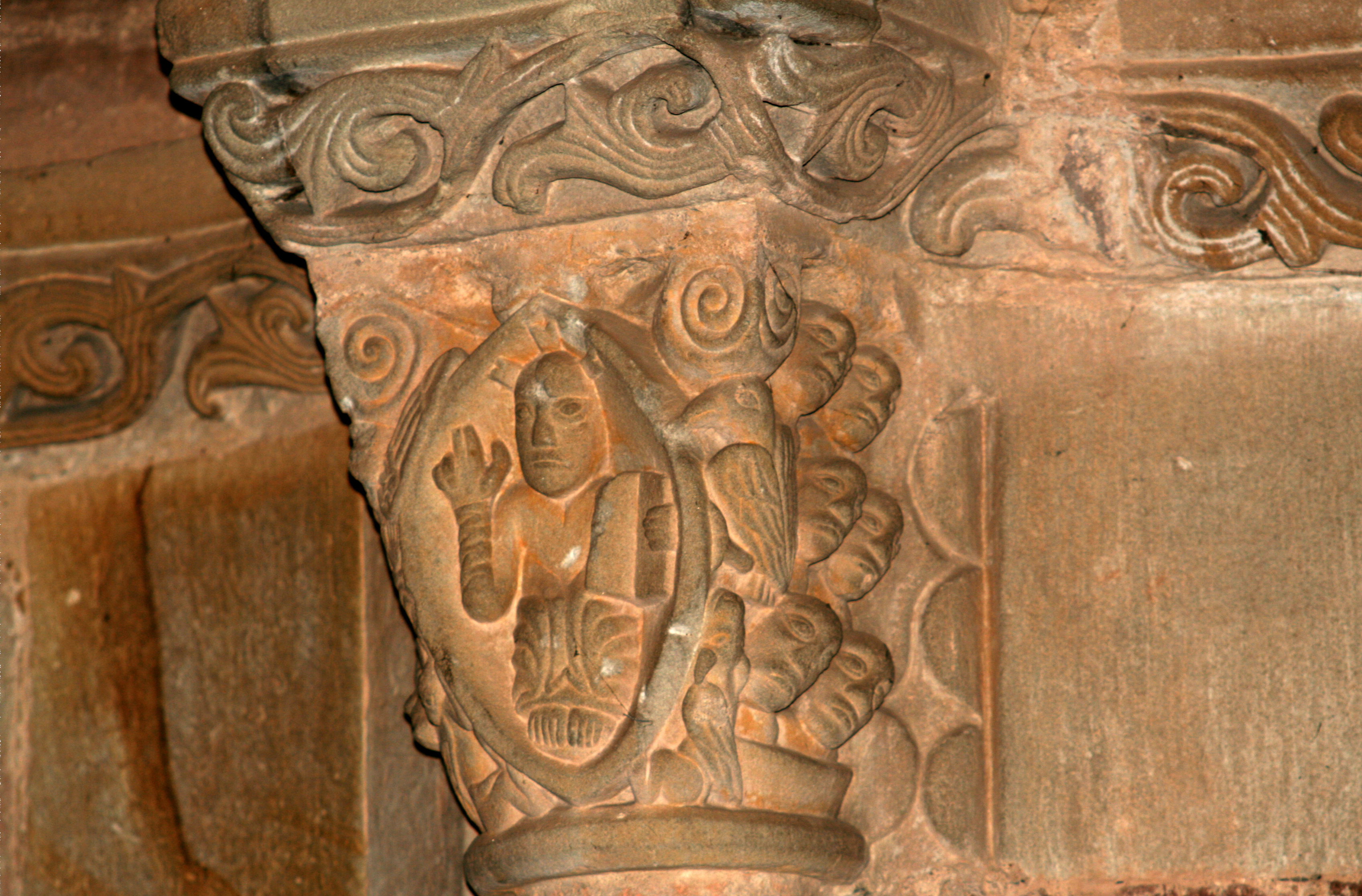